# Прадополис
Прадополис (порт. Pradópolis) — муниципалитет в Бразилии, входит в штат Сан-Паулу. Составная часть мезорегиона Рибейран-Прету. Входит в экономико-статистический микрорегион Рибейран-Прету. Население составляет 15 160 человек на 2006 год. Занимает площадь 167,202 км². Плотность населения — 90,7 чел./км².
Праздник города — 13 июня.

## Статистика
- Валовой внутренний продукт на 2003 год составляет 236 214 804,00 реалов (данные: Бразильский институт географии и статистики).
- Валовой внутренний продукт на душу населения на 2003 год составляет 16 718,44 реалов (данные: Бразильский институт географии и статистики).
- Индекс развития человеческого потенциала на 2000 год составляет 0,798 (данные: Программа развития ООН).